# Шаталово (Смоленская область)
Шата́лово — деревня в Починковском районе Смоленской области России, центр Шаталовского сельского поселения.
Площадь — 170 га.

Население — 4805 жителей (2007 год).

## Физико-географическая характеристика
Расположена в центральной части области в 8 км к югу от г. Починка между автодорогой Р120 Орёл — Брянск — Смоленск и железной дорогой Орёл — Рига. В 1 км от деревни находится железнодорожная станция Энгельгардтовская и одноимённая деревня. Является самой большой по численности населения деревней в Смоленской области.

### Время
Деревня Шаталово, как и вся Смоленская область, находится в часовой зоне, обозначаемой по международному стандарту как Moscow Time Zone (MSK). Смещение относительно UTC составляет +3:00.

## История
Первое упоминание датировано 1610 годом. "Жалованная вотчинная грамота царя Василия Ивановича Евдокиму Ив. Баскакову на вотчину в Смоленском уезде"
Деревня Шаталово отмечена на карте к Плану Генерального Межевания Смоленской губернии 1780—1790 годов.
В 1811 году упоминается, как деревня Шаталовка при реках Неведомка и Свеча (на самом деле это разные названия одной реки Свеча).
Согласно Списку населённых мест Смоленской Губернии от 1859 года Шаталово — сельцо в Смоленском уезде с 29 дворами и 249 жителями. В сельце находится почтовая станция.
По картам РККА 1924—1926 годов в селе уже 86 дворов.
В 1928 году рядом с деревней на бывших землях крестьян-кулаков началось строительство крупного военного аэродрома, с которым в дальнейшем связана история Шаталова. Строительство аэродрома и сопутствующей военной инфраструктуры дало работу не только шаталовцам, но и жителям соседних деревень. 
К 1941 году на территории аэродрома базировались истребители И-16 и бомбардировщики дальней авиации ДБ-3Ф (Ил-4). С первых дней Великой Отечественной войны гарнизон военного аэродрома принимал участие в воздушных сражениях на западе СССР, но уже к концу июля 1941 деревня была оккупирована немцами, авиаполки, располагавшиеся на аэродроме Шаталово, были расформированы. Во время оккупации на территории деревни находился немецкий гарнизон. В сентябре 1943 Шаталово и Починок были освобождены советскими войсками в ходе Смоленско-Рославльской операции. 

## Экономика
Около деревни Шаталово находится одноимённый военный аэродром (в/ч 40823), на котором базируются Су-24МР и Ан-30 ВКС России. 

## Достопримечательности
- Братская могила 582 советских воинов и партизан, погибших в 1941—1943 годах в борьбе с немецко-фашистскими захватчиками, установлена скульптура.
- 1 июня 2008 года в поселке заложили камень в основание храма во имя святого благоверного князя Димитрия Донского.